# Parigi-Roubaix 1926
La Parigi-Roubaix 1926, ventisettesima edizione della corsa, fu disputata il 4 aprile 1926, per un percorso totale di 270 km. Fu vinta dal belga Julien Delbecque giunto al traguardo con il tempo di 7h24'42" alla media di 36,429 km/h davanti ai connazionali Gustave Van Slembrouck e Gaston Rebry.
Presero il via da Le Vésinet 147 ciclisti, 86 di essi tagliarono il traguardo di Roubaix.

## Ordine d'arrivo (Top 10)
| Pos. | Corridore               | Squadra        | Tempo    |
| ---- | ----------------------- | -------------- | -------- |
| 1    | Julien Delbecque        | Armor          | 7h24'42" |
| 2    | Gustave Van Slembrouck  | JB Louvet      | s.t.     |
| 3    | Gaston Rebry            | Peugeot        | a 58"    |
| 4    | Lode Eelen              | Peugeot        | s.t.     |
| 5    | Kastor Notter           | Olympique      | a 4'08"  |
| 6    | Henri Pélissier         | Dilecta-Wolber | a 4'18"  |
| 7    | Félix Sellier           | Alcyon-Dunlop  | a 5'01"  |
| 8    | Marcel Colleu           | JB Louvet      | a 7'50"  |
| 9    | Camille Van de Casteele | JB Louvet      | a 10'16" |
| 10   | Adelin Benoît           | Thomann        | s.t.     |